# یوشیزومی اوگاوا
یوشیزومی اوگاوا (انگلیسی: Yoshizumi Ogawa؛ زادهٔ ۲۵ اوت ۱۹۸۴) بازیکن فوتبال اهل ژاپن است.
از باشگاه‌هایی که در آن بازی کرده‌است می‌توان به باشگاه فوتبال ناگویا گرامپوس اشاره کرد.